# Live (album de Silmarils)
Pour les articles homonymes, voir Liste des albums intitulés Live et Live.
Albums de Silmarils
Original Karma Vegas 76
Live est le troisième album du groupe Silmarils. Comme son nom l'indique, il s'agit d'un album live.

## Production
Il a été enregistré le 14 mars 1996 à la "Cave à Musique" à Mâcon.

## Titres
1. Mackina
2. Fils d'Abraham
3. It's Tricky (reprise de Run-D.M.C.)
4. No Justice No Peace
5. Victimes de la croix
6. Payer le prix
7. Cours vite
8. L'agresse
9. Gratitude (reprise des Beastie Boys)
10. Love Your Mum